# 松平盈乗
松平 盈乗（まつだいら みつのり）は、江戸時代中期の大名。三河国奥殿藩2代藩主。真次流大給松平家5代。官位は従五位下・縫殿頭。

## 生涯
正徳6年（1716年）4月11日、初代藩主・松平乗真の長男として奥殿で誕生。しかし父は享保元年（1716年）7月5日に死去し、生まれたばかりで9月5日に家督を継いだ。このため、縁戚の畠山義寧の補佐を受けた。
享保10年（1725年）、8代将軍・徳川吉宗に御目見する。享保15年（1730年）に従五位下・縫殿頭に叙位・任官する。藩政では享保11年（1726年）から藩財政悪化のため、倹約や借金返済の期限を延長したり、享保15年（1730年）12月から財政再建5カ年計画を打ち出したり、参勤交代免除の定府願いを出すなどしているが、その一方で千曲川や矢作川の水害、虫害、享保19年（1734年）の享保の飢饉、日光祭祀奉行や江戸城御門番などの出費などもあって財政再建はならず、また盈乗自身が病弱で、享保21年（1736年）1月からは特に病がちとなって藩政を執ることも困難になった。
寛保元年（1741年）2月、癇癪が原因で病に倒れ、回復することなく寛保2年（1742年）5月21日に江戸で死去した。享年27。跡を養子・乗穏が継いだ。

## 系譜
父母
- 松平乗真（父）
- 清光院 ー 側室（母）

正室、継室
- 松平乗賢の娘（正室）
- 松平乗邑の養女 ー 松平乗種の娘（継室）

子女
- 松平乗睦

養子
- 松平乗穏 ー 馬込興承の子[1]